# Philoliche pollinia
Philoliche pollinia är en tvåvingeart som beskrevs av Wray Merrill Bowden 1977. Philoliche pollinia ingår i släktet Philoliche och familjen bromsar.
Artens utbredningsområde är Tanzania. Inga underarter finns listade i Catalogue of Life.